# Замък на Банкете
Замъкът на Банкете (на италиански: Castello di Banchette) се намира в градчето Банкете в Регион Пиемонт, Северна Италия.

## История
Първоначалата постройка е построена в края на 13 век като укрепен дом с квадратна форма, вход на първия етаж от съображения за сигурност и с малко на брой и тесни прозорци. След като сградата е подобрена няколко десетилетия по-късно, тя се превръща в баронски замък. Добавянето на кула от едната страна на укрепления дом гарантира отлична защита при нужда. През 15 и 16 век той е снабден със стена и с малки постройки до нея.
Замъкът е подлаган на разрушение в различни епохи от преминаващи банди, испански и френски войници, като в средата на 19 век остават да стърчат само външните му зъбери.
В края на 19 век Емилио Пинкия (* 25 април 1842 в Торино, † 8 май 1934 пак там) – граф на Банкете, юрист, многомандатен парламентарен либерален депутат за избирателния район на Ивреа, желае да създаде резиденция, разделена на различни помещения, подходящи както за представителни функции, така и за дом на няколко семейства, и поверява работата на Отавио Джермано, сътрудник на известния архитект Алфредо д'Андраде. Тогава се прави реконструкция и върху съществуващите руини се изгражда неоготическа вила с компактен двуетажен, украсен със зъбери корпус, с квадратна ъглова кула и с теракотени декорации около прозорците. Сградата е заобиколена от голям парк, който се спуска надолу към река Дора Балтеа.
От 18 век до средата на 20 век замъкът е собственост на рода Пинкия, след което преминава в ръцете на графиня Мария Меркурина Арборио ди Гатинара. В началото на 2013 г. собствеността върху замъка преминава в ръцете на Floramo Corporation srl, компания от първостепенно значение в химическия, индустриалния и продуктовия анализ, принадлежаща на сем. Куаля. През 2014 г. той отваря врати за посещения и за провеждането на събития като сватби, събития – част от Карнавала на Банкете и др.

## Призракът на замъка
Говори се, че в средата на 15 век в замъка живеела красивата девойка Алексина заедно с родителите си. Тя била сгодена за богат, млад и много ревнив мъж. Един ден в замъка дошъл рицар, пътувал много по света и с разказите си забавлявал семейството, което не познавало друго място освен района на Канавезе. Годеникът на Алексина започнал да ревнува и една вечер, след като всички заспали, безшумно влязъл в спалнята на рицаря и пробол сърцето му с кама. Престъплението и убиецът били разкрити на следващата сутрин. Алексина силно се разстроила и осъзнавайки, че е неволната причина за драмата, предпочела да отиде в манастир.
Духът на убития мъж все още витае из стаите на замъка. Призракът често посещава библиотеката в новата сграда, където много хора са забелязвали висок, строен, млад човек, носещ дълга нощница, изцапана с кръв на гърдите. Той не минава през стените, а през отворените врати, след което върви нагоре или надолу по стълбите, минавайки от една стая в друга. Предпочитанието му на библиотеката подсказва, че помещението, в което е бил убит, се е намирало именно там.

## Галерия
- Паркът на замъка
- Паркът на замъка
- Интериор
- Църквата на замъка